# Mississippi Queen & The Wet Dogs
Mississippi Queen & The Wet Dogs es un grupo de Bilbao de soul y rock formado en 2014. Tienen influencias de la música negra de Estados Unidos, de artistas como Amy Winehouse.

## Historia

### Inicios, Try Me y Welcome Home
La banda fue fundada en 2014 por la cantante Inés Eleuteria (Inés Goñi) y el guitarrista Malamute (Aitor Zorriketa). En sus inicios, Inés y Malamute realizaban conciertos por Vizcaya a dúo, entre los que destaca un concierto homenaje a Amy Winehouse que realizaron con la cantante Vittersweet en el Kafe Antzokia de Bilbao.

en sitios como Galicia, Castilla y León, Cantabria, La Rioja, Zaragoza, Madrid y Valencia. En esta gira participan en varios festivales como el BBK Music Legends Festival, La Grapa Black Music Festival, Sopela Kosta Fest, DalecandELA fest, Frank Rock & Blues Festival y los festivales de Blues de Sanbar, Reus y Burlada.
En enero de 2019 sale a la venta su primer LP titulado Try Me, que fue autoeditado. Para la grabación del disco se unen a la banda el baterista Ander Alonso y el teclista Mikel Núñez, además del bajista Kike Mora para tocar en los conciertos. Realizan una gira por toda España para presentar el disco tocando, además de en Euskadi, en sitios como Galicia, Castilla y León, Cantabria, La Rioja, Zaragoza, Madrid y Valencia. En esta gira participan en varios festivales como el BBK  Music  Legends  Festival,  La  Grapa  Black  Music  Festival,  Sopela Kosta Fest, DalecandELA fest, Frank Rock & Blues Festival y los festivales de Blues de Sanbar, Reus y Burlada.

En 2020 resultan ganadores de dos concursos de bandas a los que se presentan a nivel nacional, Sube Rock y Sonidos Mans. El premio por ganar en el Sube Rock es participar en el festival en la edición del 2021, ya que la de 2020 fue suspendida por el COVID, y el premio por ganar en el Sonidos Mans es la grabación de una canción y un videoclip. La canción que se grabó fue «Welcome Home», incluida en su segundo LP.

### Phoenix
En febrero de 2024 se publica en YouTube «NYC», el vídeoclip de una canción nueva, realizado por Calle Sonora y grabado en las Galerías Punta Begoña de Guecho.
Durante el mes de Octubre de 2024 se publican el single y el videoclip de la canción «I found a Love» y el single de «I'm yours», incluidos en su segundo LP.

El 15 de noviembre de 2025 sale a la venta su segundo LP titulado "Phoenix", para este LP deja la banda el bajista Kike Mora y se une a la banda Jon Carranza para la grabación del disco y Jon Ander Amigo para los directos. El disco tiene una buena acogida por la crítica, llegando a ser elegido entre los 15 mejores discos nacionales de 2024 por la revista Ruta 66.

El 23 de enero de 2025 se cumple el décimo aniversario de la banda, y para celebrar dicho evento realizan un concierto especial el día 7 de Feberro de 2025 en la sala Bilborock de Bilbao, en el que estuvieron acompañaron en el escenario por las cantantes Libe Urrutia y Noa Eguiguren de Noa & The Hell Drinkers como coristas, el armonicista Pablo Almaraz, el guitarrista Gonzalo Portugal y el saxofonista Alain Sancho  de Travellin’ Brothers, del que Inés y Noa son coristas.

La gira de presentación del disco se realiza por diferentes ciudades y pueblos del País Vasoc, como San Sebastián y Vitoria, en Santander y participan en Festivales como el Getxo Live Jaialdia, el ciclo DIVAS de Zaragoza, el Fillmore Huertano de Elda y el Bilbao Blues.

El 22 de julio de 2025 Ines Eleuteria y Malamute participaron en la presentación oficial del Bilbao Blues 2025 realiza en el ayuntamiento de Bilbao, en la cuál cantaron canciones varias de sus canciones.
El 5 de febrero de 2025 sale el listado de nominados en los Premios Enlace Funk, por los que Mississippi Queen and The Wet Dog aparecen nominados a mejor videoclip por «I Found A Love».

## Banda
- Inés Eleuteria: voz y guitarra
- Malamute: guitarra
- Ander Alonso: batería
- Mikel Núñez: teclado
- Jon Carranza: bajo estudio
- Jon Ander Amigo: bajo directo

### Antiguos miembros
- Kike Mora: bajo

## Discografía

### Álbumes de estudio
| Título  | Detalles                                                                                         |
| ------- | ------------------------------------------------------------------------------------------------ |
| Try Me  | - Lanzamiento: Octubre de 2019 - Sello: Autoeditado - Formatos: CD, descarga digital, streaming, |
| Phoenix | - Lanzamiento: 2024 - Sello: Autoeditado - Formatos: CD, descarga digital, streaming, vinilo     |

### Sencillos
| Título           | Año  | Álbum   |
| ---------------- | ---- | ------- |
| «Welcome Home»   | 2020 | Phoenix |
| «I found a Love» | 2024 | Phoenix |
| «I'm yours»      | 2024 | Phoenix |

### Videoclips
| Título           | Año  | Información                                                        |
| ---------------- | ---- | ------------------------------------------------------------------ |
| «Try me»         | 2019 | Vide musical con imágenes del concierto del BBK Legends            |
| «Welcome Home»   | 2020 | Videoclip financiado por ganar el concursos de bandas Sonidos Mans |
| «NYC»            | 2024 | Videoclip grabado por la productora Calle Sonora                   |
| «I Found A Love» | 2024 | Videoclip nominados en los Premios Enlace Funk                     |

## Premios y nominaciones
| Año  | Premio              | Categoría          | Trabajo nominado | Resultado |
| ---- | ------------------- | ------------------ | ---------------- | --------- |
| 2020 | SubeRock Festival   | Concurso de bandas |                  | Ganador   |
| 2020 | Sonidos Mans        | Concurso de bandas |                  | Ganador   |
| 2025 | Premios Enlace Funk | Mejor Videoclip    | «I Found A Love» | Pendiente |